# Temple d'Afrodita Urània
El temple d'Afrodita Urània (en grec antic Βωμός Αφροδίτης Ουρανίας) es va descobrir el 1981 a la part nord-oest de l'àgora d'Atenes, a l'altra banda de la via de les Panatenees.
Les excavacions han permès datar l'edifici en una època propera al 500 aC. S'ha identificat un altar per la forma del monument, i per les cendres trobades dels sacrificis. Pausànias diu que al temple hi havia una estàtua de marbre de Paros, d'Afrodita feta per Fídies.
| «                                          | Prop del Ceràmic hi ha el santuari d'Afrodita Urània. Els primers homes que van establir el seu culte van ser els assiris, i després els habitants de Pafos, a Xipre, i els fenicis, que viuen a Ascaló, i els de Citera, que la veneren per haver-ho après dels fenicis. A Atenes el va establir Egeu, perquè no tenia fills, (llavors encara no en tenia), i creia que a les seves germanes les hi havia arribat la desgràcia a conseqüència de la ira d'Afrodita Urània | » |
| — Pausànias. Descripció de Grècia, I, 14,7 | |   |